# Stanislav Kozubek
Stanislav Kozubek (Praag, 9 juni 1980) is een Tsjechisch voormalig wielrenner. Zijn grootste succes in zijn carrière boekte hij in het Tsjechisch kampioenschap dat hij in 2006 wist te winnen.

## Belangrijkste overwinningen
2003
- 4e etappe Brno 500+1 Kolo

2005
- Memorial Peter Dittrich
- Tsjechisch kampioen ploegenachtervolging, Baan
- Tsjechisch kampioen Scratch, Baan
- Kleinengersdorf

2006
- Benešov
- Tsjechisch kampioenschap op de weg
- 4e etappe B Ronde van Slowakije

2007
- Jindrichuv Hradec
- 2e etappe Vysočina
- 4e etappe Vysočina
- Tsjechisch kampioenschap tijdrijden
- Praha - Karlovy Vary - Praha

2009
- 1e etappe Lidice

2010
- Pičin
- 2e etappe Vysočina
- Eindklassemen Vysočina

2011
- Eindklassement Ronde van Tsjechië
- 2e etappe Vysočina

2012
- 1e etappe Ronde van Tsjechië (ploegentijdrit)
- Pribram
- 2e etappe Vysočina
- 4e etappe Vysočina
- Eindklassemen Vysočina